# Louis Horsmans
Gerardus Aloyisius Antonius (Louis) Horsmans (Ulestraten, 3 februari 1918 – Maria-Hoop, 13 maart 2001) was een Limburgs KVP-politicus die enkele jaren in de Tweede Kamer zat en ruim een decennium gedeputeerde was.
Louis Horsmans was een zoon van de landbouwer en wethouder Jan Willem Hubert Horsmans en Maria Gertrudis Elisabeth Urlings. Hij volgde het gymnasium in Sittard en studeerde landbouwkunde aan de Universiteit van Leuven. Hij bezat zijn eigen varkenshouderij in Koningsbosch (hij pachtte/bezat ca. 90 hectare) en was adjunct-directeur van de Coöperatieve Centrale vereniging Landbouwbelang in Roermond. Hij trouwde te Houthem met Margot Pijls, net als hij landbouwkundig ingenieur en vanaf de jaren zestig bedrijfsleider op hun boerenbedrijf. Zijn zwager was burgemeester van Ulestraten.
Van 1954 tot 1962 was hij lid van de Provinciale Staten van Limburg, en tussen maart en juni enkele maanden lid van de Tweede Kamer der Staten-Generaal. Van september 1963 tot 1967 was hij, nu langer, wederom Kamerlid. Hij hield zich in de Kamer onder meer bezig met landbouw, Limburgse verkeersaangelegenheden, Koninkrijksrelaties en financiën. Hij voerde drie jaar achtereen het woord bij de behandelingen van de begroting van Landbouw en Visserij. In 1966 behoorde hij tot de vijf leden van zijn fractie die tegen het verworpen wetsvoorstel inzake een numerus fixus voor de studie geneeskunde stemden.
Na zijn Kamerlidmaatschap keerde Horsmans terug naar de provinciale politiek, waar hij van 1965 tot 1978 wederom lid was van de Provinciale Staten, maar vanaf 1966 daarnaast ook van de Gedeputeerde Staten. De laatste vier jaar als gedeputeerde was hij tevens loco-Commissaris van de Koningin. Hij was een resultaatgerichte gedeputeerde, en speelde als portefeuillehouder ontgrondingen een belangrijke rol bij het grindwinningsbeleid en als portefeuillehouder milieu zette hij zich in voor de verbetering van waterzuivering. Daarnaast was hij belast met verkeer en landbouw.
Horsmans was Ridder in de Orde van het Heilig Graf van Jeruzalem en vanaf 1977 Ridder in de Orde van de Nederlandse Leeuw.